# Dostonbek Tursunov
Dostonbek Tursunov (Oltiariq, 13 giugno 1995) è un calciatore uzbeko, difensore dello Xorazm.

## Caratteristiche tecniche
È un difensore centrale.

## Carriera

### Nazionale
Ha partecipato ai Mondiali Under-20 del 2015.
Con la nazionale uzbeka ha preso parte alla Coppa d'Asia 2019.

## Palmarès

### Club

#### Competizioni nazionali
- Campionato uzbeko: 2

Paxtakor: 2022, 2023
- Supercoppa dell'Uzbekistan: 1

Paxtakor: 2022